# For You Blue
For You Blue (englisch für „Blues für dich“) ist ein Lied der britischen Band The Beatles aus dem Jahr 1970. Es erschien auf ihrem letzten Studioalbum Let It Be. Geschrieben wurde das Lied von George Harrison.

## Hintergrund
George Harrison äußert sich zu dem Song folgendermaßen: “For You Blue is a simple twelve-bar song following all the normal twelve-bar principles except it’s happy-go-lucky!” („Es ist ein einfacher Zwölftakt-Song, der allen üblichen Zwölftakt-Prinzipien folgt, außer daß er ganz unbekümmert klingt.“) Ursprünglich lautete der Titel laut Harrisons Manuskript For You Blues; das „s“ ist aber aus irgendeinem Grund verschwunden. Der Arbeitstitel während der Aufnahme am 25. Januar 1969 lautete George’s Blues (Because You’re Sweet And Lovely) der der Abmischung am 10. März 1969 nur noch Because You’re Sweet And Lovely.

## Komposition
Das Lied steht im 4⁄4-Takt, ist in D-Dur notiert und hat eine Länge von 2:30 Minuten. Das Tempo wird mit ‘Moderate shuffle beat’ („Moderater Shuffle-Beat“) angegeben. Der Song war „eine Übung im Schreiben eines traditionell klingenden Blues-Songs.“

## Text
Der Text des Liedes richtet sich an Harrisons damalige Ehefrau Pattie; hierin erklärt er den Grund seiner Liebe: “because you’re sweet and lovely” („weil du süß und lieblich/liebenswert bist“) und den Anfangszeitpunkt: “I’ve loved you from the moment I saw you” („ich liebte dich von dem Moment, als ich dich sah“). Eine wesentliche Aussage wird in dem Vers “I love you more than ever, girl, I do” („ich liebe dich mehr denn je, Mädchen, wirklich“) gesehen: “George and Pattie had been married three full years, and been together almost five. And he loves her more than ever.” („George und Pattie sind seit drei Jahren verheiratet und seit fast fünf Jahren zusammen. Und er liebt sie mehr denn je.“).
Bei 1:31 Min hört man Harrison Lennons Spiel auf der Steel-Gitarre loben: “Elmore James got nothing on this baby” („Elmore James ist nichts dagegen, Junge“). – Eine Besonderheit des Songs ist, dass er ohne Refrain auskommt.

## Besetzung
Besetzungsliste:
- George Harrison: Gesang, akustische Gitarre (1968 Gibson Super Jumbo J-200)
- Paul McCartney: Klavier (1960 Blüthner Concert Grand Model), Bass[15]
- John Lennon: Steel-Gitarre (Hofner 5140 „Hawaiian Standard“)[16]
- Ringo Starr: Schlagzeug (1967 Ludwig Clear Lacquer Maple „Hollywood“)

## Aufnahme
Die Aufnahmen fanden am 25. Januar 1969 (Apple-Studios, 3 Savile Row, London) und am 8. Januar 1970 (Olympic Sound-Studios, London) statt. Produzenten waren 1969 Glyn Johns und George Martin, Tonassistent war Alan Parsons. Produzent war 1970 Glyn Johns. Am 25. und 30. März 1970 erfolgten Ton-Abmischungen in den Abbey Road Studios mit dem Produzenten Phil Spector.

## Veröffentlichungen
- For You Blue wurde auf dem Album Let It Be in Großbritannien am Freitag, 8. Mai 1970[21] auf dem Apple-Label veröffentlicht.[22] Die Daten für die Veröffentlichung in Deutschland variieren von 29. April 1970[23] über 8. Mai 1970[24] bis „Ende Mai 1970“.[25]
- Als B-Seite der Single The Long and Winding Road erschien der Titel in den USA am 11. Mai 1970[26] und am 26. Juli 1970 in Deutschland (Apple 1 C 006 04514).[27]
- Im November 1976 erschien er außerdem auf der Kompilation The Best of George Harrison.
- Take 1 der Aufnahme-Sessions erschien im Oktober 1996 auf Anthology 3,[28] eine Neuabmischung der ursprünglichen Version im November 2003 auf Let It Be… Naked.
- Am 15. Oktober 2021 erschien die Jubiläumsausgabe des Albums Let It Be. Auf den Deluxe-Editionen und der 2-CD-Version dieses Albums wurde der Take 4 des Liedes vom 25. Januar 1969 veröffentlicht. Weiterhin enthält die Deluxe-Edition Take 6 ebenfalls vom 25. Januar 1969.[29]

## Chartplatzierungen
In den USA erreichte die Single The Long and Winding Road / For You Blue am 13. Juni 1970 Platz 1, in Deutschland am 18. Juli 1970 Platz 26 als höchste Position.

## Kritiken
For You Blue is a slight boogie […] It’s harmless […]

„For You Blue ist ein leichter Boogie […] Er ist harmlos […]“

„Dieser recht unbedeutende Zwölftakter […]“

“[…] charming love song […]”

„[…] ein charmantes Liebes-Lied […]“

„[…] kein großer, aber ein heiterer Titel […]“

## Coverversionen
Beim Concert for George wurde For You Blue zusammen mit Something und All Things Must Pass von Paul McCartney aufgeführt.